# Đơn vị sự nghiệp công lập (Việt Nam)

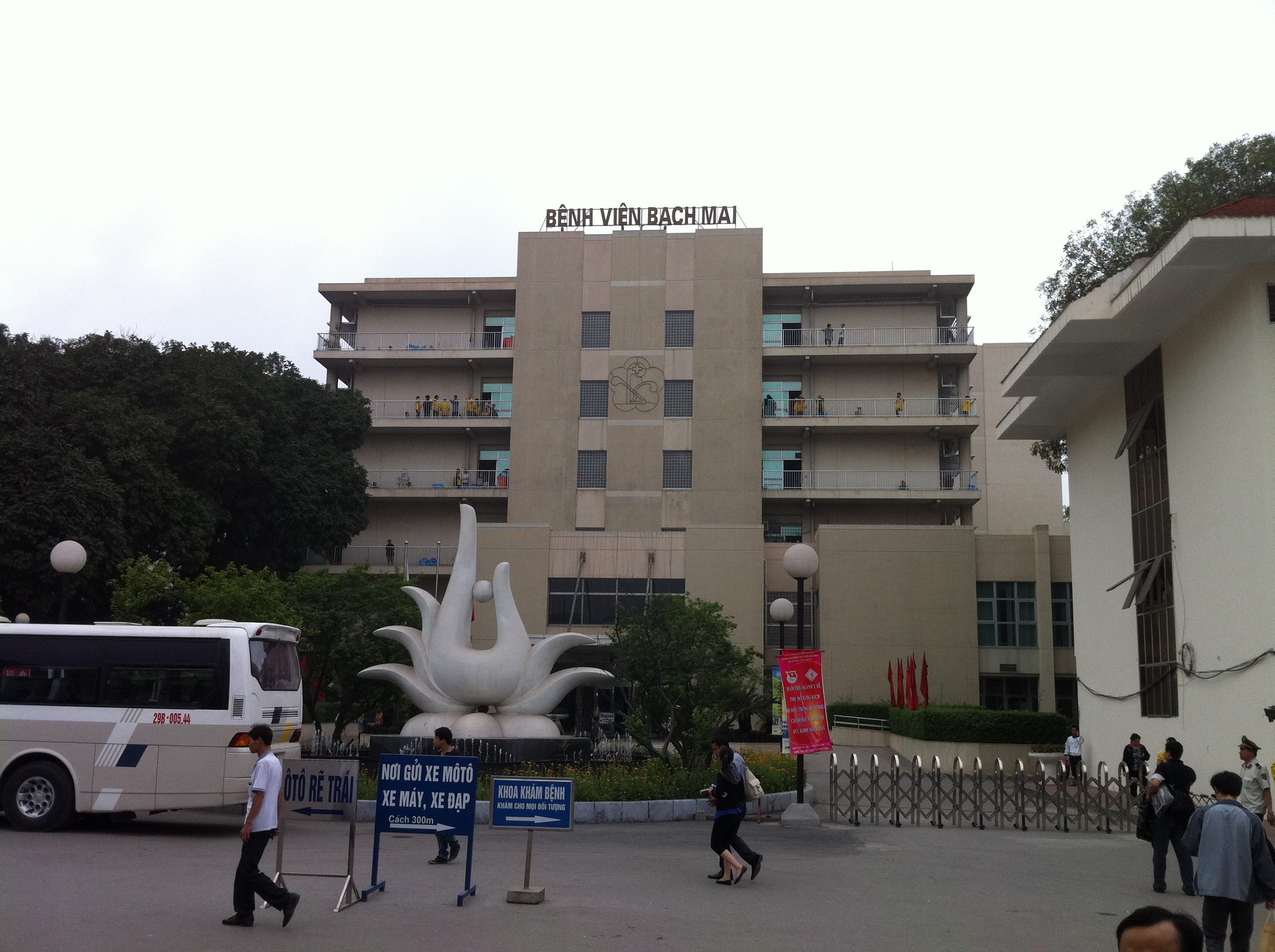
Bệnh viện Bạch Mai, một đơn vị sự nghiệp công lập của Bộ Y tế

Đơn vị sự nghiệp công lập tại Việt Nam là các tổ chức, đơn vị do các cơ quan Đảng Cộng sản Việt Nam và Nhà nước Việt Nam thành lập ra nhằm cung cấp các dịch vụ công và thực hiện một hay một số chức năng quản lý nhà nước theo quy định của pháp luật nước này. Tại Việt Nam, hầu hết các cơ quan từ Trung ương đến địa phương đều có các đơn vị sự nghiệp công lập phục vụ cho các mục đích quản lý; người làm việc trong các đơn vị sự nghiệp công lập được gọi là viên chức.
Đa số các đơn vị sự nghiệp công lập Việt Nam hoạt động trong lĩnh vực giáo dục với tỷ lệ trên 70% cả về số lượng và số người làm việc. Phần nhiều các đơn vị chưa tự chủ được về mặt tài chính, còn phụ thuộc vào ngân sách nhà nước. Một số ý kiến chỉ ra hoạt động của các đơn vị sự nghiệp công lập tại Việt Nam còn nhiều hạn chế về tổ chức, về tài chính cũng như về hoạt động; mặc dù Đảng Cộng sản Việt Nam và Chính phủ Việt Nam đã ban hành nhiều văn bản chính sách nhằm thúc đẩy sự phát triển của khối đơn vị này trong nước.

## Khái niệm và phân loại
Theo quy định tại Luật Viên chức Việt Nam, đơn vị sự nghiệp công lập là tổ chức do cơ quan có thẩm quyền của Nhà nước, tổ chức chính trị, tổ chức chính trị - xã hội thành lập theo quy định của pháp luật, có tư cách pháp nhân, cung cấp dịch vụ công, phục vụ quản lý nhà nước. Người làm việc trong các đơn vị sự nghiệp công lập được gọi là viên chức.

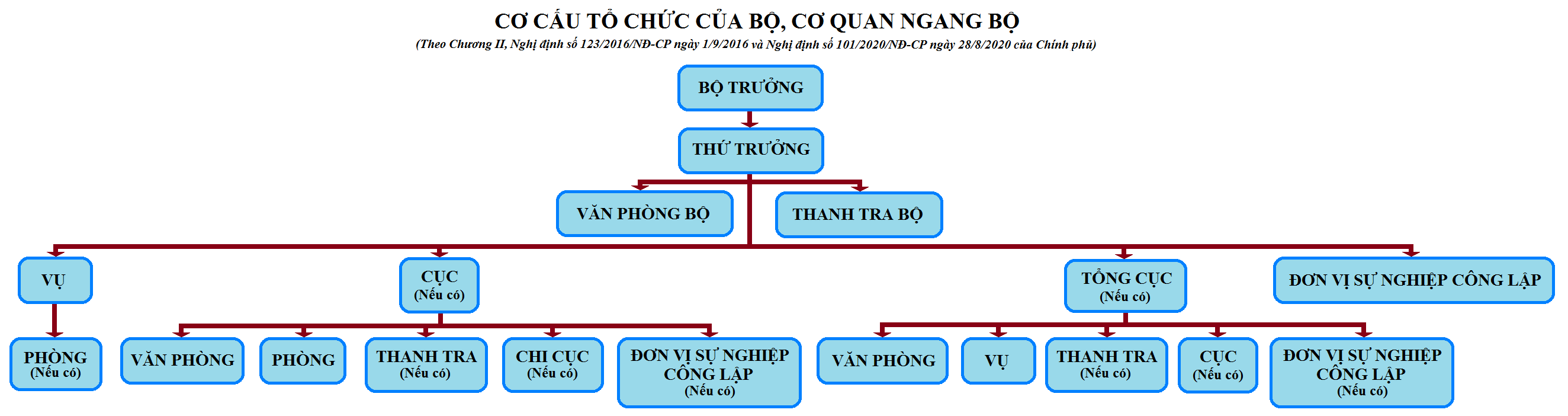
Đơn vị sự nghiệp công lập trong cơ cấu của các Bộ và cơ quan ngang Bộ tại Việt Nam

Đơn vị sự nghiệp công lập có con dấu và tài khoản riêng. Theo phân loại, có hai loại đơn vị sự nghiệp công lập gồm: đơn vị sự nghiệp công lập được giao quyền tự chủ và đơn vị sự nghiệp công lập chưa được giao quyền tự chủ. Các quyền tự chủ của đơn vị sự nghiệp công lập thuộc các nhóm lĩnh vực như tài chính, nhân sự, tổ chức bộ máy và thực hiện nhiệm vụ. Ngoài ra, căn cứ vào khả năng tự chủ tài chính, các đơn vị sự nghiệp công lập còn có thể chia thành 4 nhóm như: tự bảo đảm chi thường xuyên và chi đầu tư; tự bảo đảm chi thường xuyên; tự bảo đảm một phần chi thường xuyên; được Nhà nước bảo đảm chi thường xuyên.
Đơn vị sự nghiệp công lập hoạt động trong tất cả các lĩnh vực kinh tế–xã hội, an ninh, quốc phòng. Tại các cấp hành chính của Việt Nam từ trung ương đến cấp xã đều có các đơn vị sự nghiệp công lập phục vụ cho việc hoạt động các lĩnh vực kinh tế–xã hội như trường học, bệnh viện, viện nghiên cứu, bảo tàng, trung tâm thể dục thể thao,... Theo Quyết định 181/2005/QĐ–TTg năm 2005 của Thủ tướng Chính phủ Việt Nam, có 11 hạng xếp hạng đơn vị sự nghiệp công lập, gồm hạng đặc biệt và từ hạng một đến hạng 10.

## Hoạt động
Theo Báo cáo của Bộ Nội vụ Việt Nam, ở thời điểm năm 2015, nước này có 55.404 đơn vị sự nghiệp công lập, đến năm 2021 giảm còn 47.984 đơn vị, và đến năm 2023 còn 46.385 đơn vị. Thống kê cũng chỉ ra ở thời điểm năm 2021 có 1,76 triệu viên chức, trong đó khoảng 68% là nữ và 76% có trình độ từ đại học trở lên. Số lượng đơn vị sự nghiệp công lập hoạt động trong lĩnh vực giáo dục và y tế chiếm tỷ lệ lớn nhất, vào năm 2016 thì con số lần lượt là 72,08% và 10,62%. Đối với nhân lực làm trong các đơn vị sự nghiệp công lập, theo Tổng cục Thống kê tỷ lệ lao động hoạt động trong các đơn vị sự nghiệp công lập thuộc lĩnh vực giáo dục chiếm phần lớn với khoảng 70% năm 2020.
Về vấn đề tài chính, theo một thống kê của Bộ Tài chính Việt Nam vào năm 2021, 74,7% số đơn vị sự nghiệp công lập tại Việt Nam vẫn do nguồn ngân sách nhà nước bảo đảm chi thường xuyên; trong khi số đơn vị tự bảo đảm chi thường xuyên hoặc cả chi thường xuyên và chi đầu tư chỉ chiếm khoảng 6,6%. Đối với lĩnh vực giáo dục đại học, Nguyễn Anh Tuấn (2024) dẫn số liệu của Bộ Giáo dục và Đào tạo Việt Nam cho biết có khoảng 30 cơ sở giáo dục đại học công lập thực hiện tự chủ. Một Quyết định của Thủ tướng Chính phủ Việt Nam về việc chuyển đơn vị sự nghiệp công lập thành công ty cổ phần được ban hành năm 2015 nhưng trong giai đoạn 2017–2020, thì tỷ lệ đơn vị đã chuyển đổi thành công ty cổ phần chỉ đạt 14,5%, cũng theo một báo cáo của Bộ Tài chính nước này.

## Đánh giá
Vào năm 2017, Ban Chấp hành Trung ương Đảng Cộng sản Việt Nam ban hành Nghị quyết số 19-NQ/TW, trong đó nhận định các đơn vị sự nghiệp công lập với nhân lực là các trí thức, chuyên gia, nhà khoa học đã có đóng góp lớn vào sự đi lên của Việt Nam, góp phần thực hiện các mục tiêu phát triển của nước này. Các đơn vị sự nghiệp công lập hoạt động ở nhiều địa bàn, cung ứng các dịch vụ phát triển kinh tế – xã hội. Năm 2023, một Kết luận của Bộ Chính trị Đảng Cộng sản Việt Nam đánh giá các đơn vị sự nghiệp công lập được sắp xếp, tổ chức lại, tinh giản, chất lượng được cải thiện và đáp ứng các nhu cầu của người dân Việt Nam. Một bài báo nghiên cứu của Phan Đăng Sơn và Trần Thị Bích Ngọc (2023) đánh giá việc tự chủ tài chính tác động tích cực đến kết quả chuyên môn và kết quả tài chính của các đơn vị sự nghiệp công lập trong lĩnh vực khoa học và công nghệ tại Việt Nam.
Cũng trong các văn bản Nghị quyết 19 và Kết luận 62 kể trên, Đảng Cộng sản Việt Nam đánh giá hệ thống tổ chức các đơn vị sự nghiệp còn cồng kềnh, manh mún, phân tán và chồng chéo cũng như công tác quản trị nội bộ còn yếu kém. Trong vấn đề tài chính, chi ngân sách còn quá lớn, một số đơn vị thua lỗ, lãng phí, việc thực hiện cơ chế tự chủ tài chính còn hạn chế. Chất lượng, hiệu quả hoạt động, nhân sự và dịch vụ của các đơn vị sự nghiệp công lập còn chưa cao. Trong vấn đề quản lý công sản tại các đơn vị sự nghiệp công lập Việt Nam, Phan Công Khanh (2021) chỉ ra một số vấn đề như việc phân loại đơn vị sự nghiệp công lập còn chưa được quy định rõ, việc khuyến khích xã hội hóa một số lĩnh vực chưa được quan tâm, hiệu quả sử dụng và xử lý công sản chưa tốt. Nghiên cứu của Nguyễn Đăng Dũng (2021) cho thấy năng lực tự ra quyết định của các đơn vị sự nghiệp khoa học, công nghệ tại Việt Nam về các vấn đề như tự chủ quản lý, chính sách, bộ máy và tài chính phụ thuộc vào mức độ tự chủ của đơn vị cũng như chính sách trao quyền tự chủ của Nhà nước.